# Paul Mazursky

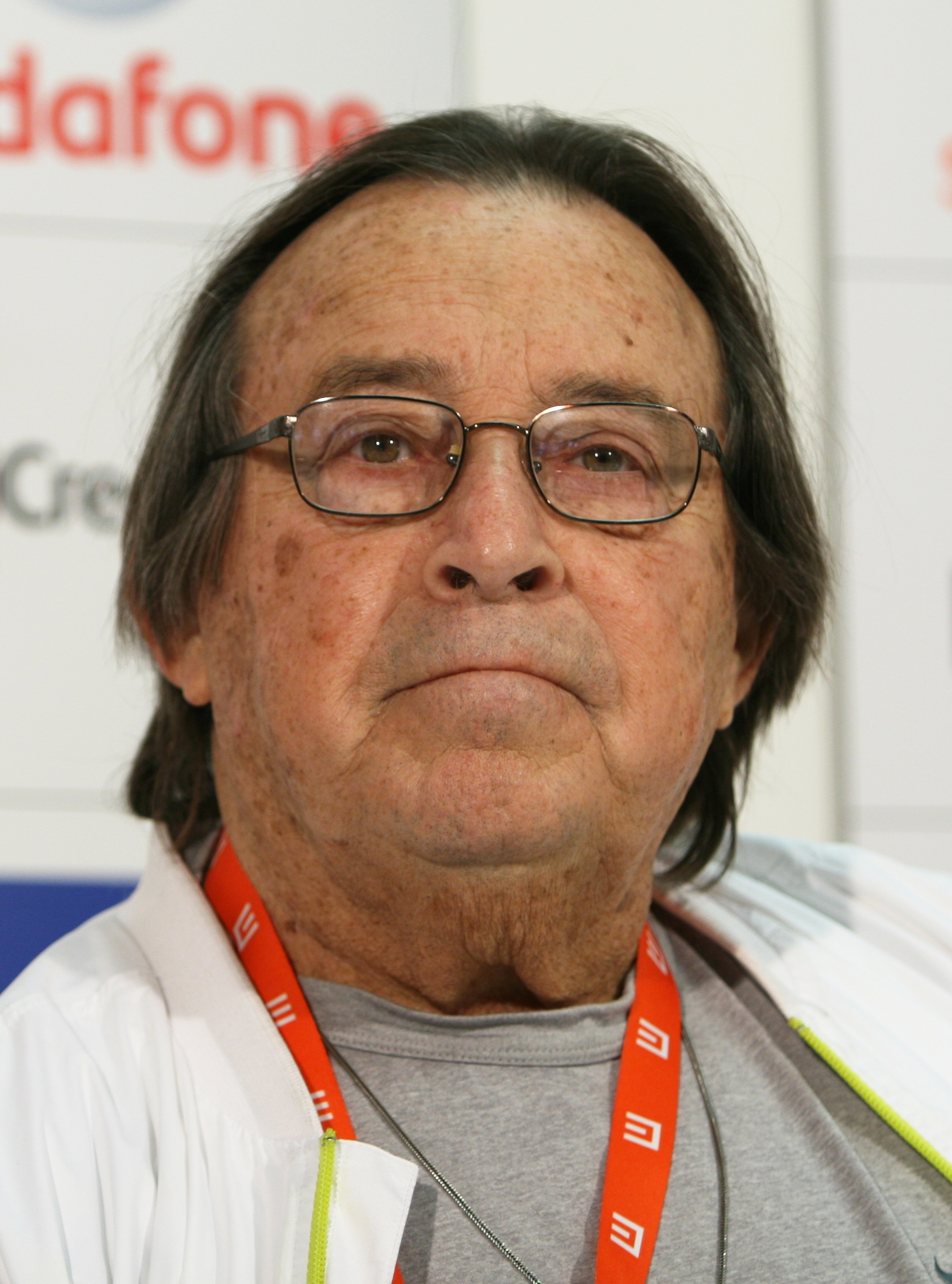
Paul Mazursky 2008.

Irwin Lawrence "Paul" Mazursky, född 25 april 1930 i Brooklyn i New York, död 30 juni 2014 i Los Angeles i Kalifornien, var en amerikansk filmregissör och skådespelare.
Han blev Oscarsnominerad fem gånger, men vann aldrig.

## Filmografi i urval
- 1968 – Får jag kyssa din fjäril (manus, produktion och roll)
- 1969 – Bob & Carol & Ted & Alice (manus, regi och roll)
- 1970 – Alex in Wonderland (manus, regi och roll)
- 1973 – Blume in Love (manus, regi, produktion och roll)
- 1974 – Harry och Tonto (manus, regi, produktion och roll)
- 1975 – Next Stop, Greenwich Village (manus, regi, produktion och roll)
- 1976 – En stjärna föds (roll)
- 1978 – En fri kvinna (manus, regi, produktion och roll)
- 1982 – Stormen (manus, regi, produktion och roll)
- 1984 – En ryss i New York (manus, regi, produktion och roll)
- 1986 – På luffen i Beverly Hills (manus, regi, produktion och roll)
- 1988 – Bananrepubliken (manus, regi, produktion och roll)
- 1989 – Fiender, en berättelse om kärlek (manus, regi, produktion och roll)
- 1991 – Scener från en galleria (manus, regi, produktion och roll)
- 1992 – Par i trubbel (roll)
- 1993 – Konsten att göra en kassasuccé (manus, regi, produktion och roll)
- 1993 – Carlito's Way (roll)
- 1998 – Antz (röstroll)
- 1999–2002 – Once and Again (TV-serie) (sju avsnitt)
- 2000–2001 – Sopranos (TV-serie) (roll, två avsnitt)
- 2004–2009 – Simma lugnt, Larry! (TV-serie) (fem avsnitt)
- 2006 – I Want Someone to Eat Cheese With (roll)
- 2006 – Cattle Call (roll)